# Millennium Park (Abuja)
Il Millennium Park è il più grande parco pubblico di Abuja, la capitale della Nigeria. Situato nel Maitama District, accanto all'ex complesso presidenziale e governativo, il parco è diventato in brevissimo tempo una delle principali attrazioni della città e accoglie migliaia di visitatori al giorno.

## Inaugurazione
Progettato dall'architetto italiano Manfredi Nicoletti, il Millennium Park è stato inaugurato il 4 dicembre 2003 dalla Regina Elisabetta d'Inghilterra e dai Capi di Stato membri del Commonwealth durante una cerimonia solenne. In quell'occasione ciascun membro del Commonwealth, tra i quali il primo Ministro inglese Tony Blair e il Presidente della Repubblica della Nigeria Olusegun Obasanjo, ha piantato simbolicamente un esemplare di palma Ravenala madagascariensis dando così ufficialmente vita al parco.

## Settori
Il Parco, dedicato alla natura della Nigeria, si estende su una superficie totale di circa 32 ettari, ed è diviso da un fiume in due zone distinte.
La prima è dedicata allo studio e all'esposizione della moltitudine di diversi elementi naturali incontaminati presenti sul territorio nigeriano. Su un sistema a terrazze sono sistemate ampie macchie di vegetazione delle montagne, della savana, della foresta caduca, di quella pluviale e del sottobosco.
La seconda, corrispondente al lato di ingresso, è dedicata allo studio e all'osservazione scientifica della natura, L'accesso al Parco avviene tramite un percorso rettilineo completamente rivestito in travertino bianco che collega l'ingresso con il gigantesco Cotton Tree, l'albero sacro di Abuja localizzato all'estremità opposta. Questo tratto collega visivamente i due simboli sacri di Abuja, il Cotton Tree stesso, e l'Aso Rock, la montagna sacra. Enormi vasche d'acqua, poste all'ingresso del Millennium Park, ospitano delle fontane ornamentali con getti d'acqua alti oltre dieci metri.
Il sistema dei percorsi è basato su uno schema a tridente che converge alla base dell'albero sacro. Lungo i percorsi, un sistema continuo di fontane permette il raffrescamento naturale del parco facendone un luogo di sosta e di feste privilegiato, dove si celebrano anche cerimonie religiose o civili. Attualmente il parco ospita anche un grande parco giochi gratuito per bambini.